# وانا کریست
وانا کریست (به لاتین: Vana-Kariste) یک روستا در استونی است که در دهستان هالیست واقع شده‌است.

## خصوصیات
وانا کریست ۹۵ نفر جمعیت دارد.